# Trygve Bøyesen
Trygve Carlsen Bøyesen, född 15 februari 1886, död 27 juli 1963, var en norsk gymnast.
Bøyesen tävlade för Norge vid olympiska sommarspelen 1908 i London, där han var med och tog silver i lagmångkampen.
Vid olympiska sommarspelen 1912 i Stockholm var Bøyesen med och tog brons i lagtävlingen i svenskt system. Vid olympiska sommarspelen 1920 i Antwerpen var han med och tog silver i lagtävlingen i fritt system.